# 謝維藩
謝維藩（1834年—1878年），字麐伯，湖南省岳州府巴陵縣（今湖南省岳陽市）人，清朝政治人物、進士出身。

## 生平
咸豐五年（1855年），鄉試中舉。同治元年（1862年）壬戌科進士，改庶吉士。同治五年，左宗棠陝甘軍營差遣。同治七年，任翰林院編修。同治九年，任廣東鄉試副考官。同治十二年，任山西學政。著有《雪青閣詩集》。

## 家族
謝承錫之曾孫。謝志涄之孫，謝繼棐之子。有子謝盛虞。